# لبنى أبيضار
لبنى أبيضار هي ممثلة مغربية (مواليد عام 1985 بمراكش)، لعبت بطولة الفيلم المثير للجدل الزين اللي فيك الذي مُنع بالمغرب.

## سيرتها
ولدت لبنى أبيضار في مدينة مراكش،وهي البكر في عائلة مكونة من ثلاثة أطفال بحي القصبة الشعبي بمراكش. والدها من الأمازيغ ووالدتها عربية.
بدأت، وهي لا تزال مراهقة، راقصة شرقية في مراكش.، وحصلت على شهادات في الرقص التعبيري والمسرح من فرنسا وبلجيكا والبرازيل والمغرب، تعرفت لبنى أبيضار على شاب برازيلي وتزوجت منه وغادرت فرنسا إلى البرازيل حيث عاشت مع زوجها وأنجبت منه بنتا تعيش الآن معها في مراكش.
اكتشفها سعيد الناصري والذي عرض عليها دورًا في فيلمه ”الحمالة” ولكنها خرجت لوسائل الأعلام تتهم سعيد بالتحرش بها،[بحاجة لمصدر] تعرفت لبنى أبيضار على المخرج نبيل عيوش ليمنحها دور بنت ليل في فيلم الزين اللي فيك.

## الاعتداء
تعرضت أبيضار لاعتداء تاريخ 6 نوفمبر عام 2015 في مدينة الدار البيضاء، ونشرت صورا لإصابتها التي كانت على مستوى الوجه، واتهمت مصالح الأمن بالاستهزاء منها وأيضا بعض المصحات، وذكرت في الفيديو الذي سجلته، أنها توجهت إلى ولاية أمن الدار البيضاء وعدد من مخافر الشرطة دون أن يقبلوا تسجيل محضر للواقعة، كما أنها قصدت عدد من المصحات للعلاج دون أن يستقبلوها أيضا. وهذا ما تنفيه شرطة الدار البيضاء. ثم وجدت ملاذاً في فرنسا. بتأشيرة سياحية منتهية في تاريخ حفل سيزار 2016 ‏ حيث تتنافس على جائزة سيزار لأفضل ممثلة.

## شكاية
قامت “الجمعية المغربية للدفاع عن المواطن”، بوضع شكاية لدى وكيل الملك بالمحكمة الابتدائية بالمدينة مراكش تطالبه فيها بـ«فتح تحقيق قضائي»، ضد نبيل عيوش ولبنى أبيضار في «كل ما ظهر في الفيديوهات المسربة» من الفيلم الزين اللي فيك.وأكدت الجمعية أنه «إذا كانت المشاهد المصورة تجسد ظاهرة الدعارة كما جاء على لسان البطلة فإنها تعتبر استثناء يتم التصدي له من قبل الشرطة القضائية كباقي الجرائم التي ترتكب في مراكش وسائر المدن العالمية كالسرقة والقتل وغيرها».[بحاجة لمصدر]
وأوردت الجمعية في شكايتها أن المشتكى بهم «قاموا باستعمال وسيلة النشر على اليوتوب والسينما لتشجيع الفتيات على امتهان الدعارة بمراكش لكونها مدينة سياحية يتوافد عليها سياح خليجيون يدفعون مبالغ مهمة مقابل الدعارة، كما أن الشريط يظهر مشاهد مخلة بالحياء ومشاهد علاقات جنسية بين الجنسين، إضافة إلى المشاهد الجنسية المثلية التي قام بها شاب يمارس الجنس المثلي مع أشخاص من نفس الجنس، كما تحدد ذلك مقتضيات المادة 489 التي تقول يعاقب بالحبس من ستة أشهر إلى ثلاث سنوات وغرامة من مائتين إلى ألف درهم من ارتكب فعلا من علاقة جنسية من نفس الجنس، ما لم يكن فعله جريمة أشد».[بحاجة لمصدر]
وأوضحت الجمعية أن شريط الفيديو الذي وُضع على مكتب المصالح القضائية بمراكش «يتضح من خلاله اعتراف الممثلة ابيضار أنها تجسد الواقع المعاش بمدينة مراكش في الدعارة وأن المشاهد التي تظهر مؤخرتها مع الممثل مشاهد حقيقية تشجع على الدعارة”، كما أن المادة 502، تضيف الشكاية، “تنص على معاقبة بالحبس من شهر واحد إلى سنة وبالغرامة من عشرين ألف إلى مائتي ألف درهم، من قام علنا بجلب أشخاص، ذكورا أو إناثا، لتحريضهم على الدعارة، وذلك بواسطة إشارات أو أقوال أو كتابات أو أية وسيلة أخرى».[بحاجة لمصدر]
جدير بالذكر ان لبنى أبيضار ردت على منتقديها بجملة دونتها على حسابها الخاص في الفيسبوك قالت فيها بالحرف «لي ماعجبو حال ينتاحر» في إشارة إلى منتقدي دورها في الفيلم الذي جسدت فيه دور بنت ليل.[بحاجة لمصدر]
هذا وقد سبق لأبيضار أن صرحت بالقول أن فيلم الزين اللي فيك لن يعرض للجمهور العادي، في تلميح إلى أن مستوى الفيلم أكبر من عرضه على عامة الشعب.

## أعمالها
- الزين اللي فيك(2015)
- الحمالة (2016)
- الشريط الجنسي (2018)
- أمين (2018)
- فتاة سهلة (فلم) (بالفرنسية: Une fille facile)‏(2019)
- القطرة الذهبية (2022)

## جوائز
- 2015 : مهرجان أنغوليم للسينما الفرنكوفونية : جائزة فالوا لأفضل ممثلة عن فيلم الزين اللي فيك.[16]
- 2015 : المهرجان الدولي للفيلم الفرنكوفونية لمدينة نامور : جائزة بايارد الذهبية لأفضل ممثلة عن فيلم الزين اللي فيك[16]
- 2016 : جوائز السينما الفرنسية : جائزة أفضل أداء نسائي عن فيلم الزين اللي فيك[4]

### ترشيحات
- 2016 جائزة سيزار : جائزة سيزار لأفضل ممثلة عن فيلم الزين اللي فيك[17]

## روابط خارجية
- لبنى أبيضار على موقع IMDb (الإنجليزية)
- لبنى أبيضار على موقع ألو سيني (الفرنسية)
- لبنى أبيضار على موقع أول موفي (الإنجليزية)
- لبنى أبيضار على موقع قاعدة بيانات الفيلم (الإنجليزية)
- لبنى أبيضار على موقع كينوبويسك (الروسية)